# Държавно устройство на Бенин
Бенин е президентска република.

## Законодателна власт
Законодателен орган в Бенин е еднокамарен парламент, съставен от 83 депутати, избирани за срок от 5 години.